# Carlo Berninzone
Carlo Berninzone (Savona, 13 luglio 1896 – ...) è stato un politico italiano.
Presidente della Federazione Nazionale Fascista Commercianti Combustibili Solidi è stato nominato consigliere nazionale su designazione della Corporazione delle industrie estrattive in rappresentanza del settore commercio. Ha presieduto una delle commissioni esecutive per l'allestimento dell'Esposizione Universale di Roma prevista per il 1942.